# قلب‌های تقصیرکار
قلب‌های تقصیرکار (انگلیسی: Guilty Hearts) یک فیلم درام آمریکایی است که متشکل از ۶ داستان کوتاه با کارگردانان متفاوت است. این فیلم در سال ۲۰۰۵ ساخته شده، اما در سال ۲۰۱۱ منتشر گردید.

## بازیگران
- کتی بیتس
- ژولی دلپی
- آندریا دی استفانو
- آنا فاریس
- اوا مندس
- چارلی شین
- استلان اسکاشگورد
- ایملدا استنتون
- جرارد باتلر